# Valea Vinului
Valea Vinului es una comuna ubicada en el distrito de Satu Mare, Rumania.

## Superficie
Posee una superficie de 88,36 kilómetros cuadrados.

## Demografía
Hasta 2021 la población era de 1582 habitantes, con una densidad de población de 17,90 habitantes por kilómetro cuadrado.